# 蹼足负鼠
蹼足負鼠屬（Chironectes），哺乳綱的一屬，屬於負鼠亞科，這個屬的唯一物種由於爪間長有蹼，故稱蹼足負鼠。最早化石紀錄為更新世。水陸兩棲的牠是極少數而最善水性的有袋類，更是現存唯一雌雄皆有育兒袋的物種。育兒袋能在水中完全閉合，保護袋內幼崽，至於雄性泳前則將性器置於體內。
成年體長11-12吋、尾長14-16吋。幼崽於出生後48天開始斷奶。
1. ↑  Pérez-Hernandez, R.; Brito, D.; Tarifa, T.; Cáceres, N.; Lew, D.; Solari, S. . The IUCN Red List of Threatened Species. 2016, 2016: e.T4671A22173467  [12 November 2021]. doi:10.2305/IUCN.UK.2016-1.RLTS.T4671A22173467.en .